# Круминь, Виктор Михайлович
Ви́ктор Миха́йлович Кру́минь (Кру́миньш, латыш. Viktors Krūmiņš; 1923—15 октября 1990) — советский латвийский партийный и государственный деятель, дипломат.

## Биография
Член КПСС. Окончил Академию общественных наук при ЦК КПСС. Кандидат философских наук, доцент.
- 1939-1960 - механик на ленинградском заводе «Электросила», участник Великой Отечественной войны, старший инспектор Наркомата местной промышленности Латвийской ССР, помощник секретаря ЦК Компартии Латвии, второй секретарь Елгавского горкома партии, заместитель, заведующий отделом ЦК Компартии Латвии, секретарь Рижского горкома партии, инструктор отдела партийных органов ЦК КПСС по союзным республикам.
- 1960—1985 гг. — заместитель Председателя Совета Министров Латвийской ССР.
- 1967—1985 гг. — министр иностранных дел Латвийской ССР.

Член ЦК Компартии Латвии. Депутат Верховного Совета Латвийской ССР. Председатель Латвийского республиканского совета ветеранов войны, труда и Вооружённых Сил. Был народным депутатом СССР от Всесоюзной организации ветеранов войны и труда (1989—1990).